# Al Salam Maritime Transport Company
Die El Salam Maritime Transport Company ist die größte private Schifffahrtsgesellschaft in Ägypten und dem Nahen Osten. Sie betreibt eine Flotte von 15 Fähren im Roten Meer, die Häfen in Ägypten, Jordanien und Saudi-Arabien verbinden.
Am 2. Februar 2006 sank die Fähre Al-Salam Boccaccio 98 des Unternehmens.